# Karlův most (Karlovy Vary)
Karlův most v Karlových Varech, též někdy nazýván most Karla IV., je silniční most, který v roce 1913 nahradil původní most z roku 1801. Ulice Slovenská po něm překonává řeku Teplou na jihozápadním okraji města.

## Historie

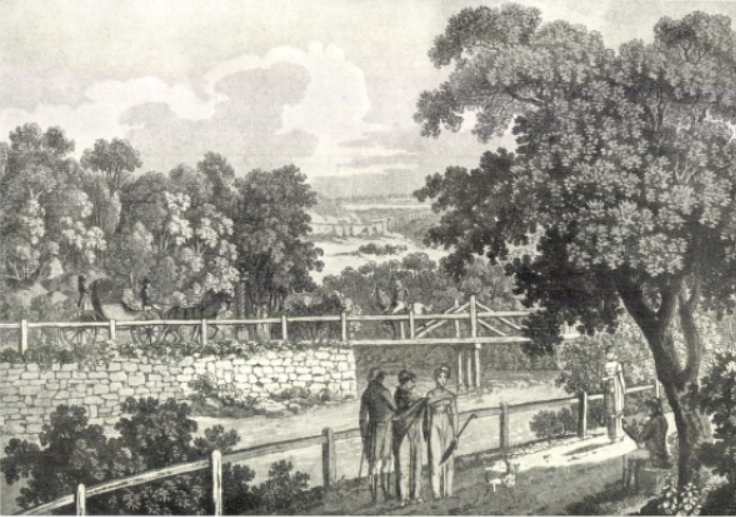
Karel Postl: Most arcivévody Karla u Karlových Varů (akvatinta, asi 1808)

Most vznikl na místě někdejšího brodu přes řeku Teplou v rámci stavby silnice do Březové. Byl otevřen 4. července 1801, čímž nahradil mostek z 18. století. Původní název Erzherzog-Karls-Brücke, česky most Arcivévody Karla, později zjednodušeně Karlsbrücke, se vztahoval k arcivévodovi Karlu Ludwigu Johannu Josefovi Laurentiovi, vévodovi těšínskému, který byl třetím synem císaře Leopolda II. a mladším bratrem císaře Františka II. K důvodu, proč byl pojmenován po arcivévodovi, který nikdy Karlovy Vary nenavštívil, se váže následující historka: 4. července 1801 přejížděla přes tento právě dokončený most jako vůbec první osoba Její Královská Výsost vévodkyně saská Marie Terezie spolu se svým manželem Antonínem, králem Saským. Vévodkyně byla sestrou zmíněného arcivévody Karla. Když most přejela, vyjádřila přání, aby byl pojmenován právě po jejím bratrovi. Taková prosba se nedala odmítnout.
V roce 1880 mělo dojít k rekonstrukci, ta se však nakonec neuskutečnila, neboť na ni měla být druhotně použita železná konstrukce z mostu Sv. Jana, avšak dodatečnými výpočty se došlo k závěru, že by konstrukce požadované zatížení neunesla. Most byl následně rekonstruován jako jednoobloukový železobetonový až v letech 1911–1912 a otevřen byl v roce 1913. K další rekonstrukci došlo až v roce 2001.
V prosinci 1920 byl most na základě povinného odstranění názvů upomínajících rakouskou monarchii a vládnoucí rod Habsburků přejmenován na most Prof. Seegena (něm. Prof. Seegenbrücke) po lékaři Josefu Seegenovi, tento název se však nikdy neujal.
Z německého názvu „Karlsbrücke“ vycházel i český překlad „Karlův most“. Českým obyvatelstvem bylo jméno Karel, pravděpodobně bez znalosti předchozích souvislostí, setrvačně vztaženo k zakladateli města císaři Karlu IV., často je používán název „most Karla IV.“. V konkordantní tabulce názvů ulic a dalších pomístních jmen v archivních inventářích městského archivu je název „most Karla IV.“ uveden jako aktuální název mostu, jehož dřívějšími názvy jsou „Karlův most“ a „most arcivévody Karla“. Název „most Karla IV.“ používají také například Mapy.cz a do června 2013 i státní mapová díla (např. Státní mapa 1 : 5 000), fyzicky je však most označen na sloupku zábradlí nápisem Karlův most 2001.

## Popis
Silniční železobetonový jednoobloukový most je dlouhý 18 metrů a široký 11 metrů. Překonává řeku Teplou ve Slovenské ulici na okraji lázeňského centra poblíž galerie umění a hotelu Richmond.